# Michal Mertiňák
Michal Mertiňák (Považská Bystrica, Eslovaquia, 11 de octubre de 1979)es un jugador eslovaco de tenis. 
Se distingue en la modalidad de dobles, en la que ha logrado 8 títulos de ATP y ha alcanzado la posición nº35 de la clasificación mundial. Es un frecuente integrante del equipo eslovaco de Copa Davis, del que formó parte en la única ocasión que el combinado alcanzó una final de la compeitición en 2005, jugando generalmente en pareja con Karol Beck. Su récord en la competición es de 6-4 en dobles y 6-5 en individuales.

## Títulos

### Dobles
| Leyenda                |
| Grand Slam (0)         |
| Tennis Masters Cup (0) |
| ATP Masters Series (0) |
| ATP Tour (13)          |

| N.º | Fecha                    | Torneo       | Superficie    | Pareja            | Oponentes en la final                | Resultado       |
| --- | ------------------------ | ------------ | ------------- | ----------------- | ------------------------------------ | --------------- |
| 1.  | 2 de enero de 2006       | Chennai      | Dura          | Petr Pála         | Prakash Amritraj Rohan Bopanna       | 6-2 7-5         |
| 2.  | 30 de enero de 2006      | Zagreb       | Moqueta       | Jaroslav Levinský | Davide Sanguinetti Andreas Seppi     | 7-6(7) 6-1      |
| 3.  | 23 de julio de 2007      | Umag         | Tierra barida | Lukáš Dlouhý      | Jaroslav Levinský David Škoch        | 6-1 6-1         |
| 4.  | 10 de septiembre de 2007 | Bucarest     | Tierra batida | Oliver Marach     | Martín García Sebastián Prieto       | 7-6(2) 7-6(8)   |
| 5.  | 25 de febrero de 2008    | Acapulco     | Tierra batida | Oliver Marach     | Agustín Calleri Luis Horna           | 6-2 6-7(3) 10-7 |
| 6.  | 14 de julio de 2008      | Umag         | Tierra batida | Petr Pála         | Carlos Berlocq Fabio Fognini         | 2-6 6-3 10-5    |
| 7.  | 23 de febrero de 2009    | Acapulco     | Tierra batida | Frantisek Cermak  | Lukasz Kubot Oliver Marach           | 4-6 6-4 10-7    |
| 8.  | 19 de julio de 2009      | Stuttgart    | Tierra batida | Frantisek Cermak  | Victor Hanescu Horia Tecau           | 7-5, 6-4        |
| 9.  | 27 de julio de 2009      | Umag         | Tierra batida | Frantisek Cermak  | Johan Brunstrom Jean-Julien Rojer    | 6-4 6-4         |
| 10. | 21 de septiembre de 2009 | Bucarest     | Tierra batida | Frantisek Cermak  | Johan Brunstrom Jean-Julien Rojer    | 6-2 6-4         |
| 11. | 8 de noviembre de 2009   | Valencia     | Dura          | Frantisek Cermak  | Marcel Granollers Tommy Robredo      | 6-4 6-3         |
| 12. | 27 de septiembre de 2010 | Kuala Lumpur | Dura(i)       | Frantisek Cermak  | Mariusz Fyrstenberg Marcin Matkowski | 7-6(3) 7-6(5)   |
| 13. | 20 de octubre de 2012    | Moscú        | Dura (i)      | František Čermák  | Simone Bolelli Daniele Bracciali     | 7–5, 6–3        |

### Finalista en dobles
- 2005: Umag (junto a David Škoch pierden ante Jiri Novak / Petr Pála)
- 2009: Viña del Mar (junto a Frantisek Cermak pierden ante Pablo Cuevas / Brian Dabul)
- 2009: Moscú (junto a Frantisek Cermak pierden ante Pablo Cuevas / Marcel Granollers)
- 2010: Doha (junto a Frantisek Cermak pierden ante Guillermo García López / Albert Montañés)
- 2010: Umag (junto a Frantisek Cermak pierden ante Leoš Friedl / Filip Polasek)
- 2012: Sao Paulo (junto a André Sá pierden ante Eric Butorac / Bruno Soares)
- 2012: Buenos Aires (junto a André Sá pierden ante David Marrero / Fernando Verdasco)
- 2012: Delray Beach (junto a André Sá pierden ante Colin Fleming / Ross Hutchins)